# Hồ sơ trinh sát IV
Hồ sơ trinh sát IV (tiếng Hoa: 刑事偵緝檔案IV, tiếng Anh: Detective Investigation Files IV, tên gốc: Hình Sự Trinh Tập Đương Án IV) là bộ phim truyền hình dài 50 tập thuộc thể loại hình sự phá án của Hồng Kông do TVB sản xuất vào năm 1999. Đây là phần phim thứ 4 trong chuỗi 5 phần phim "Hồ sơ trinh sát".
Giống như các phần đầu tiên, Hồ sơ trinh sát IV cũng rất được nhiều người quan tâm.
Rating trung bình: 30 pts, HẠNG 7 TOP TVB RATING TVB 1999.

## Nội dung
Câu chuyện xảy ra xoay quanh Đội Cảnh sát Tinh anh CDI làm việc ở Trung tâm Sở Cảnh sát Hồng Kông. Tử Sơn là đội trưởng trong nhóm, CDI gồm có các thành viên: Từ Phi là 1 chàng trai lạnh lùng nhưng rất thông minh. Thiếu Quân là 1 bác sĩ tâm lý cùng làm việc chung ở Sở Cảnh Sát. Thiếu Quân có cảm tình với Từ Phi nhưng anh vẫn còn rất lưu luyến người bạn gái Thiên Thiên, mất tích 3 năm trước. Nhưng sau đó, Từ Phi dần dần nhận ra anh rất quan tâm đến Thiếu Quân và muốn được ở bên cô. Tuy 2 người ở bên nhau nhưng hình bóng quá khứ của Thiên Thiên luôn là rào cản trong mối quan hệ của họ. Tử Sơn và Amen đã quen nhau từ lâu. Trong khi đó, bạn thân của Amen là Đường Tâm Như thì yêu thầm Tử Sơn. Amen biết rõ tình cảm của Tâm Như dành cho Tử Sơn và nghĩ rằng Tâm Như xứng đáng có được Tử Sơn hơn cô nên cô đã chủ động chia tay với anh. Khi Amen bị vào tù, cô giả vờ không còn tình cảm với Tử Sơn để tạo cơ hội cho anh và Tâm Như đến với nhau. Sau đó Tử Sơn cũng nhận thấy mình cũng có cảm giác với Tâm Như. Sau khi Amen ra tù, cô cảm thấy mình còn rất yêu Tử Sơn và muốn trở lại với anh. Nhưng Tử Sơn từ chối vì anh không muốn làm cho Tâm Như đau khổ. Bất hạnh thay, Tâm Như bị giết ngay trong đám cưới của mình... Từ Phi và Thiếu Quân rất yêu nhau và cả hai đã dự tính kết hôn nhưng một bất ngờ đã ập đến. Thiên Thiên trở về sau 3 năm mất tích, cô đã bị bắt cóc bởi kẻ thù của Từ Phi. Thiếu Quân nhận ra Thiên Thiên đã hy sinh quá nhiều thứ cho Từ Phi và cô quyết định bỏ cuộc. Đi song song với những mối tình rắc rối, trắc trở là những vụ án đầy cam go, thử thách khiến Đội Cảnh sát Tinh anh CDI nhiều lần khốn đốn.

## Nhân vật

### Nhân vật chính
| Diễn viên     | Vai diễn             |
| ------------- | -------------------- |
| Trần Cẩm Hồng | Giang Tử Sơn         |
| Cổ Thiên Lạc  | Từ Phi               |
| Tuyên Huyên   | Quin - Võ Thiếu Quân |
| Xa Thi Mạn    | Man - Văn Uyển Lan   |
| Lý San San    | Đường Tâm Như        |

### Nhân vật phụ

#### Vụ án Giết người theo nghi thức tôn giáo
| Diễn viên      | Vai diễn      |
| -------------- | ------------- |
| Trịnh Tử Thành | Lưu Kiến Sinh |
| Tạ Thiên Hoa   | Lưu Thế Xương |
| Mã Đề Lộ       |               |
| La Mãnh        |               |

#### Vụ án Đồng tính Nam
| Diễn viên       | Vai diễn       |
| --------------- | -------------- |
| Doãn Dương Minh | Đỗ Tử Minh     |
| Ngô Mỹ Hạnh     | Châu Nhược Mai |
| Lý Quốc Lân     | Triệu Hán Hoa  |
| Viên Thể Vân    | Nguyễn Mỹ Mỹ   |
| Lương Tuyết Mi  | Vịnh           |
| Lý Cương Long   | Cố Hoằng       |

#### Vụ án tại nhà họ Đường
| Diễn viên       | Vai diễn         |
| --------------- | ---------------- |
| Trình Khả Vi    | Bảo Lê           |
| Vi Gia Hùng     | Ôn Chí Sâm       |
| Quách Diệu Minh | Hoắc Vỹ Thông    |
| Giang Hán       | Hoắc Hoàng Trung |
| Lưu Đan         |                  |
| Lưu Vĩnh Kiên   | Tạ Diệu Giai     |

#### Vụ án Nhân chứng bị tự kỷ
| Diễn viên       | Vai diễn        |
| --------------- | --------------- |
| Trần Thiếu Hà   | Chung Doanh     |
| La Nghiệp Thăng | Chung Lỗi       |
| Khưu Vạn Thành  | Chung Chí Lương |
| Lâm Kính Cương  | Châu Vạn Thanh  |

#### Vụ án Cưỡng hiếp khi đi tập thể dục đêm
| Diễn viên       | Vai diễn        |
| --------------- | --------------- |
| Tô Chí Uy       | Hàn Quốc Nhân   |
| Đằng Lệ Minh    | Doãn Thu Nguyệt |
| Quách Diệu Minh | Quách Vĩ Thông  |
| Triệu Tịnh Nghi | Tôn Bích Giao   |
| Dư Tử Minh      | Doãn Vạn Thạch  |
| Tần Hoàng       |                 |
| Hà Khải Nam     |                 |

#### Vụ án Bảy nhân chứng
| Diễn viên        | Vai diễn        |
| ---------------- | --------------- |
| Lưu Giang        | Hồng Triển Bằng |
| Hồng Thiên Minh  | Hồng Chí Yên    |
| Hàn Mã Lợi       | Diệp Thúy Hà    |
| La Lan           | Trần Thập Ngũ   |
| Khang Hoa        | Huệ Mỹ          |
| Trịnh Tử Thành   | Lưu Kiện Sinh   |
| Lỗ Văn Kiệt      | Mã Lực          |
| Thái Quốc Quyền  | Lâm Kiện        |
| Trương Cẩm Trình | Mạc Lệ Thính    |

#### Vụ án Xác chết không đầu không tay
| Diễn viên      | Vai diễn       |
| -------------- | -------------- |
| Lỗ Chấn Thuận  | Ngài Tăng      |
| La Lạc Lâm     | Văn Quốc Thái  |
| Khưu Trình     | Bà Luộc        |
| Lý Thành Xương |                |
| Tuyết Ni       | Đặng Phương    |
| Kim Hưng Hiền  | Lạc Chí Nghiệp |

#### Vụ án Thứ sáu ngày 13
| Diễn viên       | Vai diễn               |
| --------------- | ---------------------- |
| Dương Anh Vỹ    | Trình Bách             |
| Đặng Nhất Quân  | Võ Kiệt                |
| Uông Lâm        | Lý Bảo Bình            |
| Phan Chi Lợi    | Trương Tú Linh         |
| Trương Tuệ Nghi | Bà Võ - Mẹ của Võ Kiệt |

#### Vụ án Nhà hàng của Đường Tâm Như
| Diễn viên        | Vai diễn     |
| ---------------- | ------------ |
| Tào Chúng        | Dung Lệ Đề   |
| Trương Triệu Huy | Lạc Vĩ Cơ    |
| Trần An Doanh    | Lâm Lạc Nhàn |
| Hà Quốc Vinh     | Frankie      |

#### Vụ án Tống tiền
| Diễn viên        | Vai diễn        |
| ---------------- | --------------- |
| Đặng Anh Mẫn     | Châu Diệu Tuyền |
| Uyển Quỳnh Đan   | Châu Thi Nga    |
| Trần Kỳ          | Lý Tú Nghi      |
| Quách Chính Hồng | Lâm Hạo Thiên   |
| Huỳnh Đức Bân    | Trần Tự Khang   |
| Lý Long Cơ       | Trương Vĩnh Tài |
| Hà Quốc Vinh     | Frankie         |

#### Vụ án Đồng tính Nữ
| Diễn viên       | Vai diễn         |
| --------------- | ---------------- |
| Từ Hào Doanh    | Trương Hiểu Đồng |
| Quảng Văn Tuân  | Hoa Bảo Trinh    |
| Quách Thiếu Vân | Điền Thi Thi     |
| Ngụy Tuấn Kiệt  | Dương Vỹ Luân    |
| Lạc Đạt Hoa     | Trương Bá Hạo    |

#### Vụ án Giết tình nhân
| Diễn viên    | Vai diễn                        |
| ------------ | ------------------------------- |
| Mã Đức Chung | Alex - Tống Gia Tề              |
| Bành Tử Tịnh | Trương Thục Hiền                |
| La Hạo Giai  | Ông Giang - Ba của Giang Tử Sơn |
| Thiệu Mỹ Kỳ  | Giang Tử Thanh/Giang Tử Giao    |

#### Vụ án Bắt cóc Lương Thiên Thiên
| Diễn viên     | Vai diễn          |
| ------------- | ----------------- |
| Quách Tấn An  | Trịnh Đông Thành  |
| Hướng Hải Lam | Lương Thiên Thiên |
| Lưu Gia Huy   | Lạc Kiếm Bưu      |

#### Nhân vật khác
| Diễn viên        | Vai diễn             |
| ---------------- | -------------------- |
| Thiệu Mỹ Kỳ      | Giang Tử Thanh       |
| Tô Chí Uy        | Hàn Quốc Nhân        |
| Diêu Doanh Doanh | Thiệu Chi Lam (Gigi) |
| Trần Tú Châu     | Lầu Liên Hương       |
| Quách Phong      | Lương Kiếm Hùng      |
| Lạc Ứng Quân     | Võ Nguyên Cường      |
| Mạc Gia Nghiêu   | Phùng Thiêm Hải      |
| Đới Chí Vỹ       | Ưu Vỹ Đức            |
| Tuyết Ni         | Đặng Phương          |
| Châu Gia Di      | Hoàng Kỳ Kỳ          |
| Vương Vỹ         | Tạ Hải Siêu          |
| Vương Vĩ Lương   | Tiểu Long (đầu bếp)  |